# Erich Correns
Erich Correns   (Colònia, 3 de març de 1821 - Múnic, 14 de juny de 1877) va ser un retratista i litògraf alemany.

## Biografia
Correns va néixer a Colònia el 1821, i després d'estudiar jurisprudència a Bonn, va anar a l'Acadèmia de Belles Arts de Múnic i es va convertir en un retratista i litògraf consumat. Era ben conegut per l'elegància dels seus retrats, entre els seus súbdits el rei Maximilià II de Baviera i la seva consort la reina Maria 
Va morir a Múnic el 1877.
El botànic i genetista Karl Erich Correns era el seu fill.

## Galeria

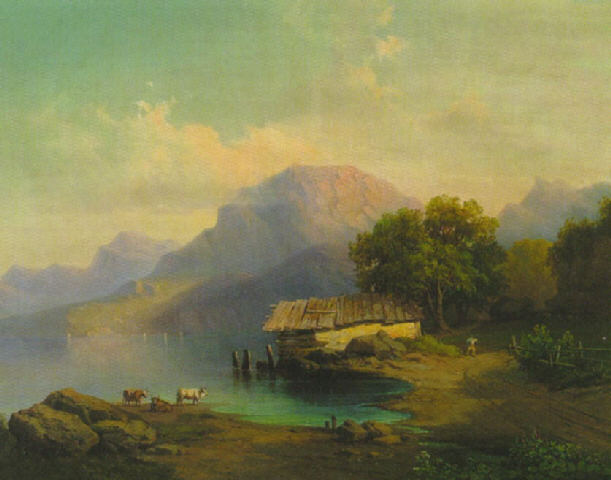
Casa de pescadors a la vora del Gebirgssee, 1859
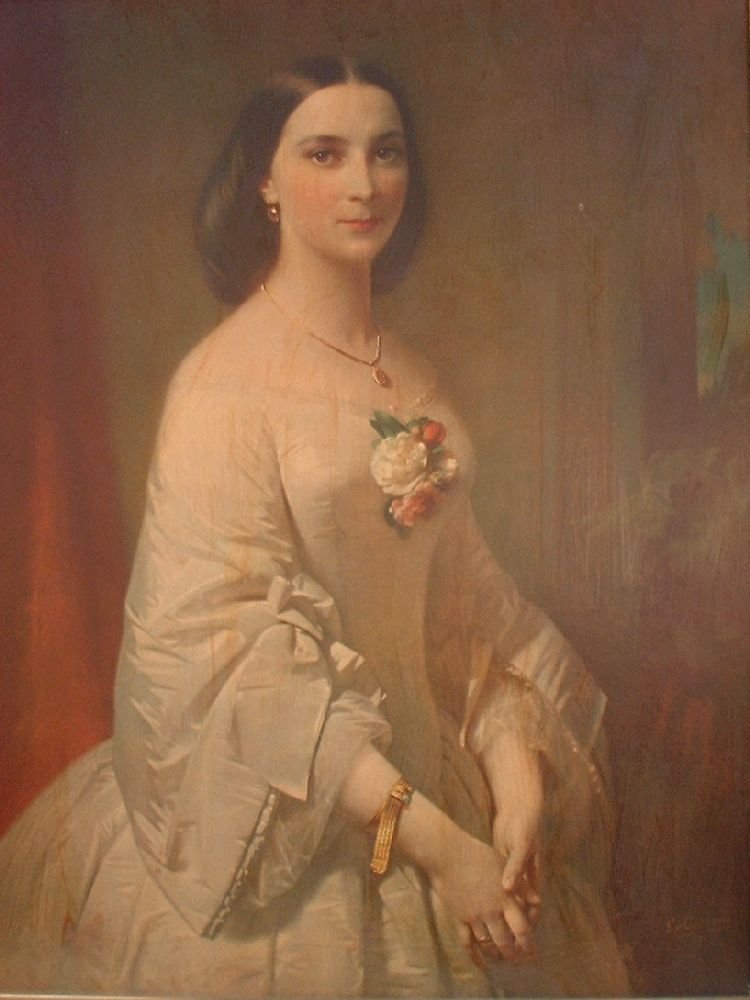
Bellesa del sud, ca. 1850
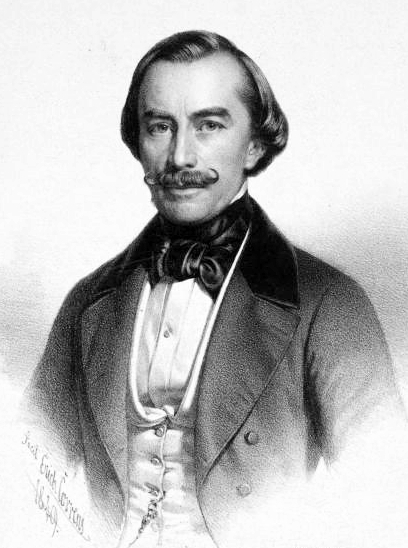
Johann Petzmayer,cítarai compositor austríac, litografia de 1849

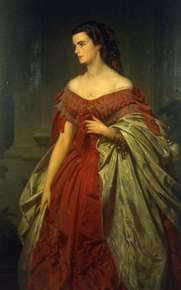
Duquessa Helene a Baviera, 1859